# Concilium
Concilium es una revista internacional de teología, fundada en el año 1965 que se publica en siete lenguas y once ediciones nacionales.
Concilium nace en el año 1965. Su primer número, dedicado al “Dogma”, se publica en 6 idiomas.
Los fundadores de la revista –que se presenta como un foro de la teología católica contemporánea– fueron teólogos de renombre, como Antonie van den Boogaard, Paul Brand, Yves Congar, Hans Küng, Johann-Baptist Metz, Karl Rahner y Edward Schillebeeckx.
Su campo privilegiado de estudio son las nuevas realidades sociales y culturales donde la reflexión y la acción eclesial se aplica a través de los signos de los tiempos según el espíritu del Concilio Vaticano II.
En castellano fue publicada inicialmente bajo el sello de Ediciones Cristiandad, hasta 1992, año en que Editorial Verbo Divino asume la responsabilidad de la edición en español y de su distribución en todo el ámbito hispanohablante. Aquel primer número publicado por EVD era el 239 de la revista, y estaba dedicado en exclusiva al Sínodo africano.
Actualmente, la revista es redactada por un comité de más de 350 teólogas y teólogos de todo el mundo, católicos y protestantes, pero también de otras confesiones: judíos, musulmanes, etc. en diálogo con el cristianismo. Se publica en cinco números anuales que corresponden a otras tantas áreas temáticas.
Fiel a su línea y misión de atender a los signos de los tiempos, Concilium continúa abordando en la actualidad todos aquellos temas que afectan de manera profunda a la sociedad de nuestro tiempo.
La coordinación de la revista a nivel internacional corresponde a la International Association of Conciliar Theology, con sede en París (Francia).
Los fundadores de la revista –que se presenta como un foro de la teología católica contemporánea– son teólogos de renombre como: Antonie van den Boogaard, Paul Brand, Yves Congar (fallecido en 1994), Hans Küng (fallecido en 2021), Johann Baptist Metz (fallecido en 2019), Karl Rahner (fallecido en 1984) y Edward Schillebeeckx (fallecido en 2009).
La revista es redactada por un comité de más de 500 teólogos de todo el mundo, católicos y protestantes, pero también de otras confesiones: judíos, musulmanes, etc. en diálogo con el cristianismo. 
Su campo privilegiado de estudio son las nuevas realidades sociales y culturales donde la reflexión y la acción eclesial se aplica a través de los "signos de los tiempos" según el espíritu del Concilio Vaticano II.
Se publica en cinco números anuales que corresponden a otras tantas áreas temáticas.
La secretaría internacional está en Madrás, India.